# 2049

## Догађаји

### Мај
- 7. мај — Транзит Меркура

### Децембар
- 20. децембар — Систем „Једна држава, два система” који је Макаоу загарантован 50 година, почевши од 20. децембра 1999, истећи ће.

## Нобелове награде
- Физика —
- Хемија —
- Медицина —
- Књижевност —
- Мир —
- Економија —